# Шульгино (Чувашия)
Шу́льгино (чув. Шульгин) — деревня в Мариинско-Посадском муниципальном округе Чувашской Республики России. С 2004 до 2023 года входила в состав Приволжского сельского поселения.

## География
Деревня находится в северо-восточной части Чувашии, в пределах Чувашского плато, в зоне хвойно-широколиственных лесов, на правом берегу реки Волги, на расстоянии примерно 9 километров (по прямой) к востоку-юго-востоку от города Мариинский Посад, административного центра района. Абсолютная высота — 103 метра над уровнем моря.

### Часовой пояс
Деревня Шульгино, как и вся Чувашия, находится в часовой зоне МСК (московское время). Смещение применяемого времени относительно UTC составляет +3:00.

## Население
| 2010 | 2012 | 2013 |
| ---- | ---- | ---- |
| 58   | ↗66  | →66  |

### Половой состав
По данным Всероссийской переписи населения 2010 года в гендерной структуре населения мужчины составляли 43,1 %, женщины — соответственно 56,9 %.

### Национальный состав
Согласно результатам переписи 2002 года, в национальной структуре населения русские составляли 94 % из 79 чел.